# レッセムサウルス
レッセムサウルス(学名 Lessemsaurus)は、サイエンスライターのドン・レッセムにちなんで命名された、竜脚形類恐竜（おそらくメラノロサウルス科）の絶滅属である。タイプ種はL. sauropoides、1999年にホセ・ボナパルテによって記載された。推定全長約9〜18mで、約2億100万年前の後期三畳紀ノリアン期の地層で発見された。